# Kevin Brooks
Kevin Brooks, angleški pisatelj, * 30. marec 1959.
Znan je po knjigi Martin Pujs.
1. ↑  Record #129239321 // Gemeinsame Normdatei — 2012—2016.
2. ↑  Internet Speculative Fiction Database — 1995.
3. ↑  Enciclopedia de la Literatura en México
4. ↑  http://web.archive.org/web/20170323084001/http://jeugdliteratuur.org/auteurs/kevin-brooks